# Darliston (Anglia)
Darliston – osada w Anglii, w hrabstwie Shropshire, w dystrykcie (unitary authority) Shropshire. Leży 23 km od miasta Shrewsbury. W 1870-72 osada liczyła 278 mieszkańców.